# El sexo sentido
El sexo sentido es una película mexicana de 1981 de comedia erótica, dirigida por Rogelio A. Gonzálezm y protagonizada por Adriana Vega, Andrés García,Carmen Salinas,Eduardo de la Peña, Sergio Ramos "El Comanche", Jaime Moreno, Ana Luisa Peluffo, Rossy Mendoza y Gloriella.

## Sinopsis
Miguel Ángel es un pintor con serios problemas económicos que se entera de que Patricia, su atractiva vecina, recibe a diario a uno de sus amantes en su apartamento. Con el fin de salir de sus afugias, el pintor compra un telescopio para espiar a Patricia y empieza a cobrar dinero a sus amigos para que la vean a través de su ventana mientras disfruta de sus aventuras sexuales.

## Reparto
- Adriana Vega como Patricia
- Andrés García como Miguel Ángel
- Sergio Ramos "El Comanche" como Don Tomás
- Jaime Moreno Gálvez como Ramón Barone
- Carmen Salinas como Doña Guadalupe
- Rossy Mendoza como Yani Chin
- Eduardo de la Peña como Dr. Germán Picaluga
- Rodolfo Rodríguez como Pedrito
- Ana Luisa Peluffo como Madre de Pedrito
- Gloriella como Aída
- Pedro Weber como obrero